# Standbeeld van André Kamperveen
Het standbeeld van André Kamperveen staat aan de Letitia Vriesdelaan in Paramaribo, Suriname. Het staat rechts voor het hoofdkantoor van de Surinaamse Voetbal Bond (SVB), met op de achtergrond het André Kamperveenstadion.

## André Kamperveen
André Kamperveen was onder meer journalist en eigenaar van het radiostation Ampie's Broadcasting Corporation Suriname (ABC). Zijn kritische berichtgeving tijdens het militaire regime (1980-1987) werd zijn dood.
Hij was een veelzijdig man. Hij speelde in de jaren 1940 voor het Surinaamse voetbalelftal en studeerde in Nederland aan het CIOS, met specialisatie voetbal, judo en boksen. Hij speelde voor FC Haarlem als een van de eerste Surinamers op het hoogste Nederlandse niveau. Terug in Suriname werd hij bondscoach. Later werd hij vicevoorzitter van de Concacaf, vicevoorzitter van de FIFA en oprichter en eerste president van de Caraïbische Voetbalunie. Verder was hij een geslaagd zakenman en bekleedde sinds de verkiezingen van 1969 een zetel van het PNP-blok in de Staten van Suriname. Na de Sergeantencoup werd hij minister van Cultuur, Jeugd en Sport onder president Henk Chin A Sen. Medio 1982 nam hij ontslag uit onvrede met de koers van de militairen.

### Executie
In de nacht van 7 op 8 december 1982 werd hij door de militairen opgepakt. Het pand van ABC werd in brand gestoken, met inpandig de Moederbond, de krant De Vrije Stem en het radiostation Radika.
De volgende dag werden hij en Jozef Slagveer met sporen van marteling gedwongen om voor de televisie te verklaren dat ze een staatsgreep wilden plegen. Vervolgens werden hij en veertien andere critici geëxecuteerd. Hij werd geraakt door achttien kogels in zijn borst. In een valse verklaring brachten de militairen naar buiten dat de slachtoffers op de vlucht zouden zijn doodgeschoten.

## Onthulling
De onthulling van het standbeeld vond op 30 september 2000 plaats door zijn zoon Johnny Kamperveen en de secretaris-generaal van de Concacaf, Harold Taylor. Vervolgens speelde de militaire kapel het volkslied, God zij met ons Suriname. Het bronzen beeld is gemaakt door Erwin de Vries. Kamperveen staat karakteristiek afgebeeld met de voetbal dicht bij zijn voet.
De inscriptie luidt:
André Kamperveen, speler nationaal Elftal, voorzitter SVB, Vice President Fifa, Minister van cultuur, jeugd en sport. Aangeboden aan sportminnend Suriname op 1 oktober 2000 ter gelegenheid van het 80-jarig bestaan van de SVB.

## Berechting
In 2007 werd gestart met de juridische vervolging van de daders (het 8  Decemberstrafproces). Kenneth Kempes en Luciën Lewis kregen  in 2019 bij verstek 10 jaar gevangenisstraf opgelegd. Zij raakten uit beeld en er werd geen opsporingsbevel uitgevaardigd. In het laatste hoger beroep werden in december 2023 de volgende vonnissen uitgesproken: Desi Bouterse werd veroordeeld tot 20 jaar cel, en Iwan Dijksteel, Stephanus Dendoe, Ernst Gefferie en Benny Brondenstein tot 15 jaar cel. De laatste drie meldden zich op 12 januari 2024 bij de gevangenis van Santo Boma. Bouterse en Dijksteel vluchtten naar een schuiladres. Bouterse overleed een jaar later, op 24 december 2023, op zijn schuiladres.